# 拉卡列塔峰
8°48′54″N 70°42′39″W / 8.814960°N 70.710807°W
拉卡列塔峰（西班牙語：Pico La Calleta），是委內瑞拉的山峰，位於該國西部梅里達州，屬於梅里達山脈中聖多明各山脈的一部分，處於與巴里納斯州接壤的邊界，海拔高度3,718米。